# Tantangan
Tantangan é um município de terceira classe de renda municipal (d) na província Cotabato do Sul, nas Filipinas. De acordo com o censo de 1 de maio  de  2020 possui uma população de 45 744 pessoas e 11 794 domicílios.